# De Big & Betsy Hoeve

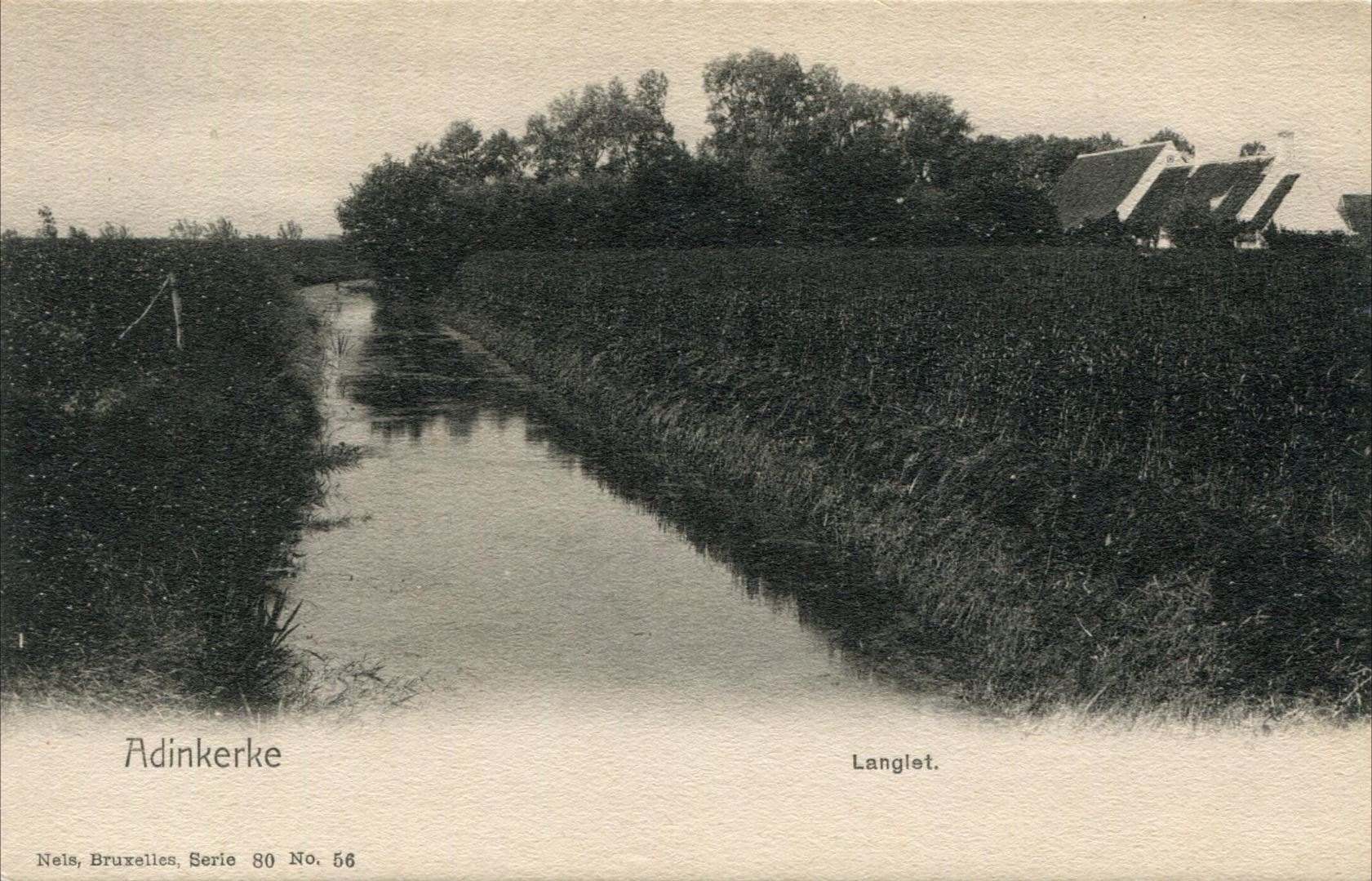
De huidige Big & Betsy Hoeve in circa 1903.

De Big & Betsy Hoeve is een attractie in het Belgische attractiepark Plopsaland Belgium. Het staat als attractie aangegeven op de website van Plopsaland, al is dit niet echt een attractie.
De Big & Betsy Hoeve heeft een erg lange geschiedenis achter zich. De boerderij was vroeger bekend als het Palinghof, en was oorspronkelijk geen deel van Meli Park. Eind jaren 60 kocht de familie Florizoone dit gedeelte op en nam het ook op als te bezoeken gedeelte in het park.
Toen Studio 100 in 1999 Meli Park opkocht, maakte het bedrijf gretig gebruik van de boerderijen. Het exterieur van de gebouwen werd gebruikt als exterieur voor het toenmalige nieuwe programma Big & Betsy.
De videoclips van het varken en het vrolijke meisje werden dan ook aan en in de hoeves van Plopsaland Belgium opgenomen.
In deze hoeves zijn tot op de dag van vandaag tal van dieren te vinden en kan men op interactieve wijze kennis maken met hen.
In 2009 kreeg een andere productie de bovenhand op het erf. Het park besloot om het witte paard Amika, uit de gelijknamige reeks van Studio 100, een vast verblijf te geven in het park. De stal uit het eerste seizoen van het programma werd in een hoek van de weide nagebouwd. Midden 2023 verdween het paard uit het park. Wegens de steeds slechter wordende gezondheid van het dier, werd het paard verplaatst naar een weide van zijn oude parkverzorger.
Afbeeldingen